# Championnat du monde de badminton par équipes féminines 1996
Navigation
Jakarta 1994 Hong Kong 1998
La 16e édition du Championnat du monde de badminton par équipes féminines, appelé également Uber Cup, a lieu en mai 1996 à Hong Kong. 

## Format de la compétition
47 nations participent à l'Uber Cup. À l'issue d'une phase de qualifications, 6 équipes accèdent à la phase finale où elles sont rejointes par le tenant du titre et le pays organisateur qui sont qualifiés d'office.
Ces 8 nations sont placées dans 2 groupes de 4 équipes, où chacune rencontre les 3 autres. Les deux premiers se qualifient pour des demi-finales croisées.
Chaque rencontre se joue en 5 matches : 3 simples et 2 doubles qui peuvent être joués dans n'importe quel ordre (accord entre les équipes).

## Qualifications
- Qualifié pour la phase finale

### A Prague, République tchèque
| Groupe A           | Groupe A | Groupe A       |
| ------------------ | -------- | -------------- |
| Suisse             | 5-0      | Estonie        |
| Suisse             | 3-2      | Kazakhstan     |
| Suisse             | 5-0      | Pérou          |
| Kazakhstan         | 4-1      | Estonie        |
| Kazakhstan         | 5-0      | Pérou          |
| Pérou              | 5-0      | Estonie        |
| Groupe B           |          |                |
| Inde               | 5-0      | Israël         |
| Inde               | 5-0      | Italie         |
| Inde               | 4-1      | Pologne        |
| Inde               | 4-1      | Afrique du Sud |
| Pologne            | 5-0      | Israël         |
| Pologne            | 3-2      | Italie         |
| Pologne            | 4-1      | Afrique du Sud |
| Afrique du Sud     | 4-1      | Israël         |
| Afrique du Sud     | 4-1      | Italie         |
| Italie             | 3-2      | Israël         |
| Group C            |          |                |
| Ukraine            | 4-1      | Maurice        |
| Ukraine            | 5-0      | États-Unis     |
| États-Unis         | 5-0      | Maurice        |
| Groupe D           |          |                |
| Écosse             | 5-0      | Tchéquie       |
| Écosse             | 5-0      | Islande        |
| Écosse             | 5-0      | Lituanie       |
| Islande            | 4-1      | Tchéquie       |
| Islande            | 5-0      | Lituanie       |
| République tchèque | 5-0      | Lituanie       |
| Groupe E           |          |                |
| Bulgarie           | 5-0      | Belgique       |
| Bulgarie           | 5-0      | Chypre         |
| Bulgarie           | 5-0      | Slovaquie      |
| Belgique           | 3-2      | Chypre         |
| Belgique           | 4-1      | Slovaquie      |
| Slovaquie          | 3-2      | Chypre         |
| Groupe F           |          |                |
| Hongrie            | 5-0      | Finlande       |
| Hongrie            | 5-0      | Portugal       |
| Finlande           | 3-2      | Portugal       |
| Groupe G           |          |                |
| Pays de Galles     | 3-2      | Slovénie       |
| Pays de Galles     | 4-1      | Autriche       |
| Pays de Galles     | 4-1      | Espagne        |
| Slovénie           | 3-2      | Espagne        |
| Slovénie           | 3-2      | Autriche       |
| Autriche           | 3-2      | Espagne        |

| Groupe W   | Groupe W | Groupe W       |
| ---------- | -------- | -------------- |
| Danemark   | 4-1      | Inde           |
| Danemark   | 4-1      | Écosse         |
| Danemark   | 5-0      | Pays de Galles |
| Inde       | 3-2      | Écosse         |
| Inde       | 3-2      | Pays de Galles |
| Écosse     | 4-1      | Pays de Galles |
| Groupe X   |          |                |
| Angleterre | 4-1      | Bulgarie       |
| Angleterre | 4-1      | Canada         |
| Angleterre | 5-0      | France         |
| Canada     | 4-1      | Bulgarie       |
| Canada     | 5-0      | France         |
| France     | 3-2      | Bulgarie       |
| Groupe Y   |          |                |
| Russie     | 5-0      | Biélorussie    |
| Russie     | 3-2      | Allemagne      |
| Russie     | 3-2      | Pays-Bas       |
| Pays-Bas   | 4-1      | Biélorussie    |
| Pays-Bas   | 4-1      | Allemagne      |
| Allemagne  | 4-1      | Biélorussie    |
| Groupe Z   |          |                |
| Suède      | 5-0      | Hongrie        |
| Suède      | 5-0      | Suisse         |
| Suède      | 4-1      | Ukraine        |
| Suisse     | 4-1      | Hongrie        |
| Suisse     | 4-1      | Ukraine        |
| Ukraine    | 4-1      | Hongrie        |

| Demi-finales    | Demi-finales | Demi-finales |
| --------------- | ------------ | ------------ |
| Danemark        | 5-0          | Angleterre   |
| Russie          | 3-2          | Suède        |
| Troisième place |              |              |
| Angleterre      | 3-2          | Suède        |
| Finale          |              |              |
| Danemark        | 5-0          | Russie       |

### En Nouvelle-Zélande
| Groupe A         | Groupe A | Groupe A         |
| ---------------- | -------- | ---------------- |
| Taipei chinois   | 5-0      | Nouvelle-Zélande |
| Taipei chinois   | 5-0      | Sri Lanka        |
| Nouvelle-Zélande | 5-0      | Sri Lanka        |
| Groupe B         |          |                  |
| Malaisie         | 4-1      | Australie        |
| Malaisie         | 4-1      | Singapour        |
| Australie        | 4-1      | Singapour        |

| Groupe X         | Groupe X | Groupe X         |
| ---------------- | -------- | ---------------- |
| Corée du Sud     | 5-0      | Australie        |
| Corée du Sud     | 5-0      | Taipei chinois   |
| Corée du Sud     | 5-0      | Thaïlande        |
| Thaïlande        | 3-2      | Australie        |
| Thaïlande        | 3-2      | Taipei chinois   |
| Taipei chinois   | 3-2      | Australie        |
| Groupe Y         |          |                  |
| Chine            | 5-0      | Japon            |
| Chine            | 5-0      | Malaisie         |
| Chine            | 5-0      | Nouvelle-Zélande |
| Japon            | 5-0      | Malaisie         |
| Japon            | 5-0      | Nouvelle-Zélande |
| Nouvelle-Zélande | 3-2      | Malaisie         |

| Demi-finales    | Demi-finales | Demi-finales |
| --------------- | ------------ | ------------ |
| Corée du Sud    | 4-1          | Japon        |
| Chine           | 5-0          | Thaïlande    |
| Troisième place |              |              |
| Japon           | 4-1          | Thaïlande    |
| Finale          |              |              |
| Corée du Sud    | 3-2          | Chine        |

## Tournoi final

### Pays participants
| Confédération   | Pays                       |
| --------------- | -------------------------- |
| Asie            | Chine Corée du Sud Japon   |
| Europe          | Angleterre Danemark Russie |
| Tenant du titre | Indonésie                  |
| Pays hôte       | Hong Kong                  |

### Phase préliminaire

#### Groupe A
| Équipe    | J | G | P |
| --------- | - | - | - |
| Chine     | 3 | 3 | 0 |
| Indonésie | 3 | 2 | 1 |
| Japon     | 3 | 1 | 2 |
| Russie    | 3 | 0 | 3 |

| Résultats | Résultats | Résultats |
| --------- | --------- | --------- |
| Chine     | 5-0       | Japon     |
| Chine     | 5-0       | Indonésie |
| Chine     | 5-0       | Russie    |
| Indonésie | 5-0       | Japon     |
| Indonésie | 5-0       | Russie    |
| Japon     | 5-0       | Russie    |

#### Groupe B
| Équipe       | J | G | P |
| ------------ | - | - | - |
| Danemark     | 3 | 3 | 0 |
| Corée du Sud | 3 | 2 | 1 |
| Angleterre   | 3 | 1 | 2 |
| Hong Kong    | 3 | 0 | 3 |

| Résultats    | Résultats | Résultats    |
| ------------ | --------- | ------------ |
| Danemark     | 5-0       | Hong Kong    |
| Danemark     | 3-2       | Corée du Sud |
| Danemark     | 4-1       | Angleterre   |
| Corée du Sud | 5-0       | Hong Kong    |
| Corée du Sud | 5-0       | Angleterre   |
| Angleterre   | 3-2       | Hong Kong    |

### Phase finale

#### Tableau
|  | Demi-finales | Demi-finales |           |   | Finale | Finale |
|  | Demi-finales | Demi-finales |           |   | Finale | Finale |
|  |              |              |           |   |        |        |
|  |              |              |           |   |        |        |
|  |              |              |           |   |        |        |
|  | Indonésie    | 4            |           |   |        |        |
|  | Indonésie    | 4            |           |   |        |        |
|  | Corée du Sud | 1            |           |   |        |        |
|  | Corée du Sud | 1            | Indonésie | 4 |        |        |
|  |              |              | Indonésie | 4 |        |        |
|  |              | Chine        | 1         |   |        |        |
|  | Chine        | Chine        | 1         | 5 |        |        |
|  | Chine        |              |           | 5 |        |        |
|  | Danemark     | 0            |           |   |        |        |
|  | Danemark     | 0            |           |   |        |        |

#### Demi-finales
| 24 mai | Indonésie                       | 4 - 1 | Corée du Sud                   | Score             |
| ------ | ------------------------------- | ----- | ------------------------------ | ----------------- |
| SD     | Susi Susanti                    | 1-0   | Bang Soo-hyun                  | 11-8, 11-3        |
| SD     | Mia Audina                      | 1-0   | Kim Ji-hyun                    | 11-6, 11-12, 11-4 |
| SD     | Yuliani Santosa                 | 0-1   | Ra Kyung-min                   | 4-11, 4-11        |
| DD     | Eliza Nathanael / Zelin Resiana | 1-0   | Gil Young-ah / Jang Hye-ock    | 15-3, 17-16       |
| DD     | Finarsih / Lili Tampi           | 1-0   | Kim Shin-young / Kim Mee-hyang | 10-15, 15-6, 15-7 |

| 24 mai | Chine                     | 5 - 0 | Danemark                        | Score       |
| ------ | ------------------------- | ----- | ------------------------------- | ----------- |
| SD     | Ye Zhaoying               | 1-0   | Camilla Martin                  | 11-8, 11-3  |
| SD     | Wang Chen                 | 1-0   | Anne Søndergaard                | 11-0, 11-8  |
| SD     | Zhang Ning                | 1-0   | Mette Pedersen                  | 11-5, 11-2  |
| DD     | Ge Fei / Gu Jun           | 1-0   | Helene Kirkegaard / Rikke Olsen | 17-15, 15-3 |
| DD     | Qin Yiyuan / Tang Yongshu | 1-0   | Lotte Olsen / Ann Jørgensen     | 15-6, 18-15 |

#### Finale
| 25 mai | Indonésie                       | 4 - 1 | Chine                     | Score             |
| ------ | ------------------------------- | ----- | ------------------------- | ----------------- |
| SD     | Susi Susanti                    | 1-0   | Ye Zhaoying               | 4-11, 11-5, 11-5  |
| DD     | Eliza Nathanael / Zelin Resiana | 0-1   | Ge Fei / Gu Jun           | 15-7, 8-15, 12-15 |
| SD     | Mia Audina                      | 1-0   | Wang Chen                 | 11-4, 11-6        |
| DD     | Finarsih / Lili Tampi           | 1-0   | Qin Yiyuan / Tang Yongshu | 15-9, 15-10       |
| SD     | Meiluawati                      | 1-0   | Zhang Ning                | 11-6, 11-2        |